# Notidanodon
A Notidanodon a porcos halak (Chondrichthyes) osztályának szürkecápa-alakúak (Hexanchiformes) rendjébe, ezen belül a szürkecápafélék (Hexanchidae) családjába tartozó fosszilis nem.

## Rendszerezés
A nembe az alábbi 5 fosszilis faj tartozik:
- †Notidanodon brotzeni Siverson, 1995
- †Notidanodon dentatus Woodward, 1886
- †Notidanodon lanceolatus Woodward, 1886
- †Notidanodon loozi Vincent, 1876
- †Notidanodon pectinatus Agassiz, 1843

### Fordítás
- Ez a szócikk részben vagy egészben  a   Cow shark című angol Wikipédia-szócikk ezen változatának fordításán alapul.  Az eredeti cikk szerkesztőit annak laptörténete sorolja fel. Ez a jelzés csupán a megfogalmazás eredetét és a szerzői jogokat jelzi, nem szolgál a cikkben szereplő információk forrásmegjelöléseként.